# Henryk Przybylski (poseł)
Henryk Wincenty Przybylski (ur. 15 lipca 1898 w Kielcach, zm. 6 lutego 1986) – polski dziennikarz i polityk, radny Kielc, poseł na Sejm II kadencji w II RP z ramienia Związku Ludowo-Narodowego.

## Życiorys
Ukończył szkołę średnią i studia wyższe.
W 1926 został członkiem Obozu Wielkiej Polski. Kierował powiatowym Ruchem Młodych OWP w Radomiu. Kilkakrotnie stawał przed sądem za działalność w ruchu narodowym, m.in. za organizowanie akcji bojkotu handlu żydowskiego. 1 września 1928 został redaktorem naczelnym i odpowiedzialnym „Słowa Radomskiego”. Pełnił tę funkcję do marca 1930. Od 1930 był redaktorem odpowiedzialnym tygodnika „Ojczyzna”, który był współredagowany przez niego i ks. Adama Błaszczyka. 28 lutego 1930 uzyskał mandat w wyborach uzupełniających z listy nr 24 (Lista Katolicko-Narodowa) w okręgu wyborczym nr 22 (Sandomierz), zastępując posła PPS Stanisława Włosińskiego. Zasiadł w Klubie Narodowym. Bezskutecznie ubiegał się o odnowienie mandatu w wyborach do Sejmu III kadencji. W 1933 został sekretarzem i członkiem kieleckiego zarządu okręgowego Stronnictwa Narodowego. W wyborach w maju 1939 został wybrany radnym miasta Kielce. 
Zmarł 6 lutego 1986. Został pochowany na cmentarzu Nowym w Kielcach (Kwatera A4a/1/17).

## Rodzina
Był synem Franciszka (1865-1929), szewca, i Romany z Nowackich (1878-1973). 25 kwietnia 1926 w warszawskim kościele Najświętszego Zbawiciela ożenił się z Władysławą Niwińską (1901-1956), nauczycielką. Ceremonię dopełnił ks. Marceli Nowakowski, a jednym ze świadków na ślubie był poseł ZLN Józef Kawecki. 4 maja 1965 w Kielcach ożenił się powtórnie z Heleną z Wogielów Górską (1909-1987).